# Esquizòfors
Els esquizòfors (Schizophora) són un infraordre de dípters ciclorrafs que conté 78 famílies. La secció es divideix en dos parvordres, Acalyptratae i Calyptratae.

## Característiques
La característica definidora del esquizòfors és la presència d'una estructura especial utilitzada per ajudar a la mosca adulta emergent q sortir del pupari; aquesta estructura és un sac membranós inflable anomenat ptilinum que sobresurt de la cara, per sobre de les antenes. L'inflament del ptilinum (utilitzant hemolimfa en comptes d'aire) crea una pressió al llarg de la línia de debilitat del pupari, que després s'obre al llarg de la costura per permetre que l'adult escapi. Quan l'adult emergeix, el líquid es retira, el ptilinum s'esfondra, i la membrana es retreu completament a l'interior del cap. No obstant, a la cara queda una sutura gran en forma de "V" invertida, i el nom "Schizophora" ("portador de sutura") deriva d'aquesta sutura frontal.

## Història natural
En contrast amb els ous d'altres artròpodes, la majoria dels ous d'insectes són resistents a la sequera, ja que a l'interior del corion matern es desenvolupen dues membranes addicionals a partir del teixit embrionari, l'amnios i la serosa. Aquesta serosa segrega una cutícula rica en quitina que protegeix l'embrió contra la dessecació. Però en els esquizòfors, la serosa no es desenvolupa, per això aquestes mosques han de pondre en llocs humits, com ara la matèria orgànica en descomposició.

## Taxonomia
Segons Pape et al. la taxonomia dels esquizòfors no està resolta, ja que un dels parvordres en què es divideix (Acalyptratae) és parafilètic:
- Parvordre Acalyptratae Macquart, 1835*
  - Superfamília Carnoidea Newman, 1834
  - Superfamília Ephydroidea Zetterstedt, 1837
  - Superfamília Lauxanioidea Macquart, 1835
  - Superfamília Nerioidea Westwood, 1840
  - Superfamília Opomyzoidea Fallén, 1820
  - Superfamília Sciomyzoidea Fallén, 1820
  - Superfamília Sphaeroceroidea Macquart, 1835
  - Superfamília Tanypezoidea Róndani, 1856
  - Superfamília Tephritoidea Newman, 1834
- Parvorder Calyptratae Robineau-Desvoidy, 1830
  - Superfamília Hippoboscoidea Samouelle, 1819
  - Superfamília Muscoidea Latreille, 1802
  - Superfamília Oestroidea Leach, 1815